# Eschol Park, New South Wales
Eschol Park este o suburbie în Sydney, Australia.